# گالری لافایت

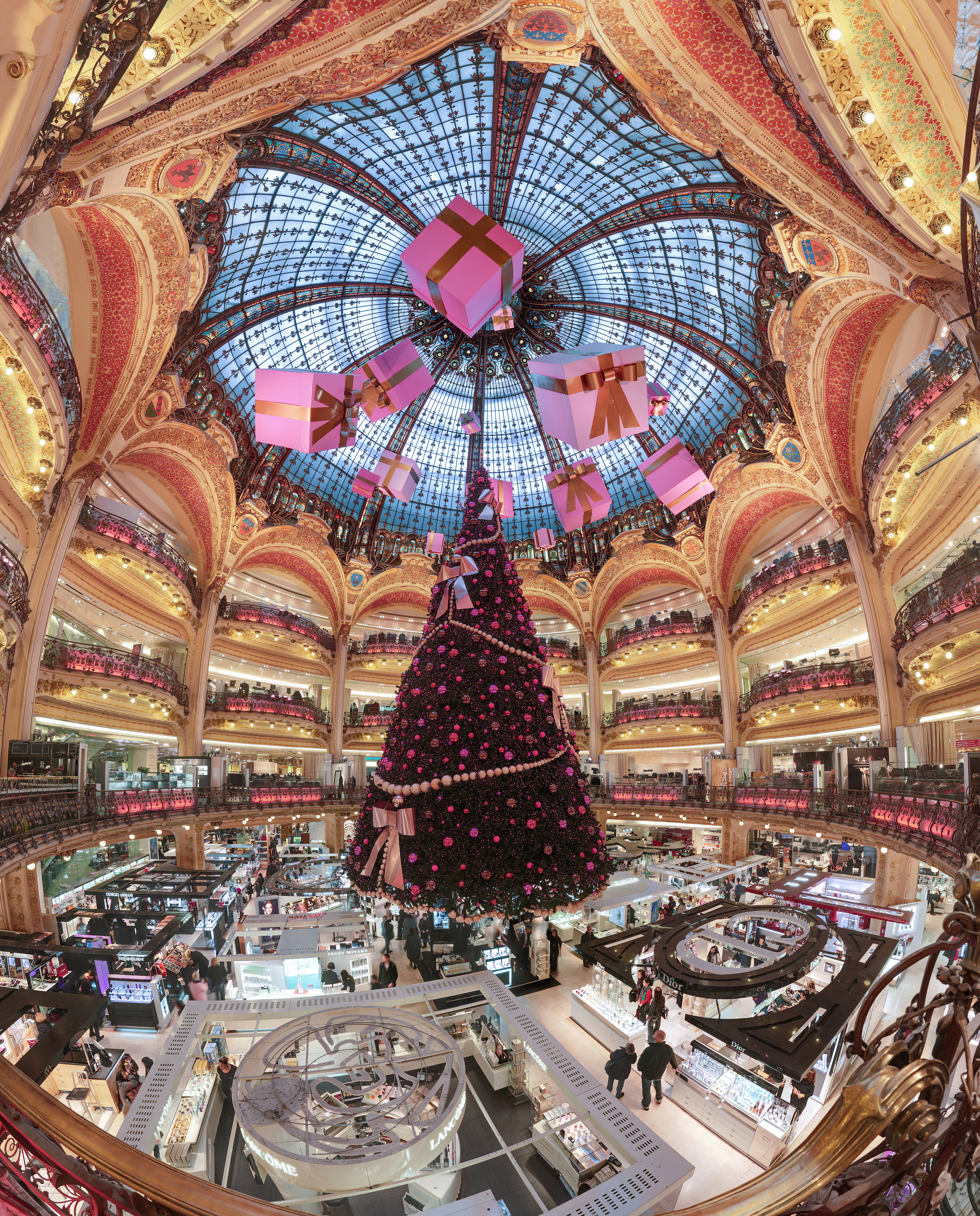
نمایی از دکوراسیون کریسمس گالری لافایت پاریس در سال ۲۰۰۹ میلادی.

گالری لافایِت (به فرانسوی: Galeries Lafayette) نام یک فروشگاه مشهور و باشکوه در شهر پاریس فرانسه است که دارای آوازه‌ای جهانی است. گالری لافایت در بلوار اوسمان در منطقه ۹ پاریس واقع شده است.
گالری لافایت در سال ۱۸۹۶ میلادی، برای اولین‌بار افتتاح شد.
خط ۷ و خط ۹ متروی پاریس از ایستگاه شوسه دانتن - لافایت می‌گذرد. این ایستگاه، نزدیک‌ترین ایستگاه مترو به فروشگاه لافایت است.

## نگارخانه

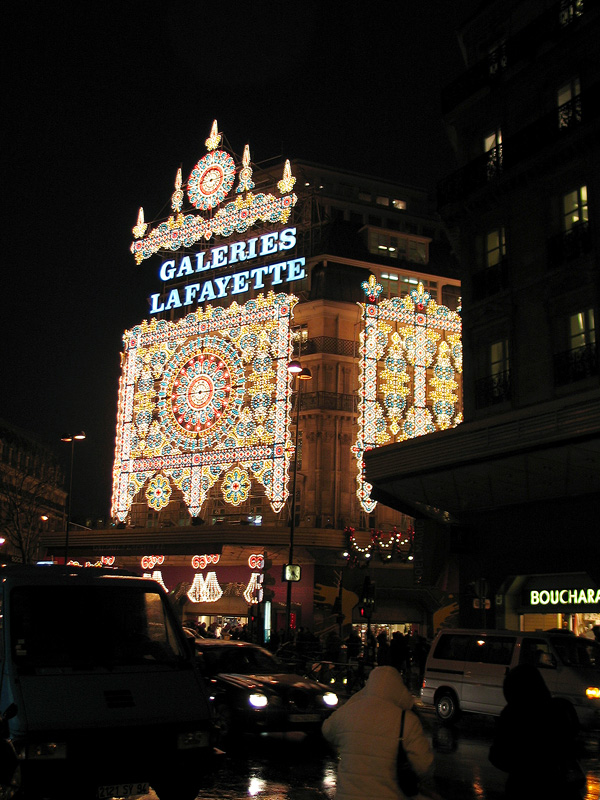
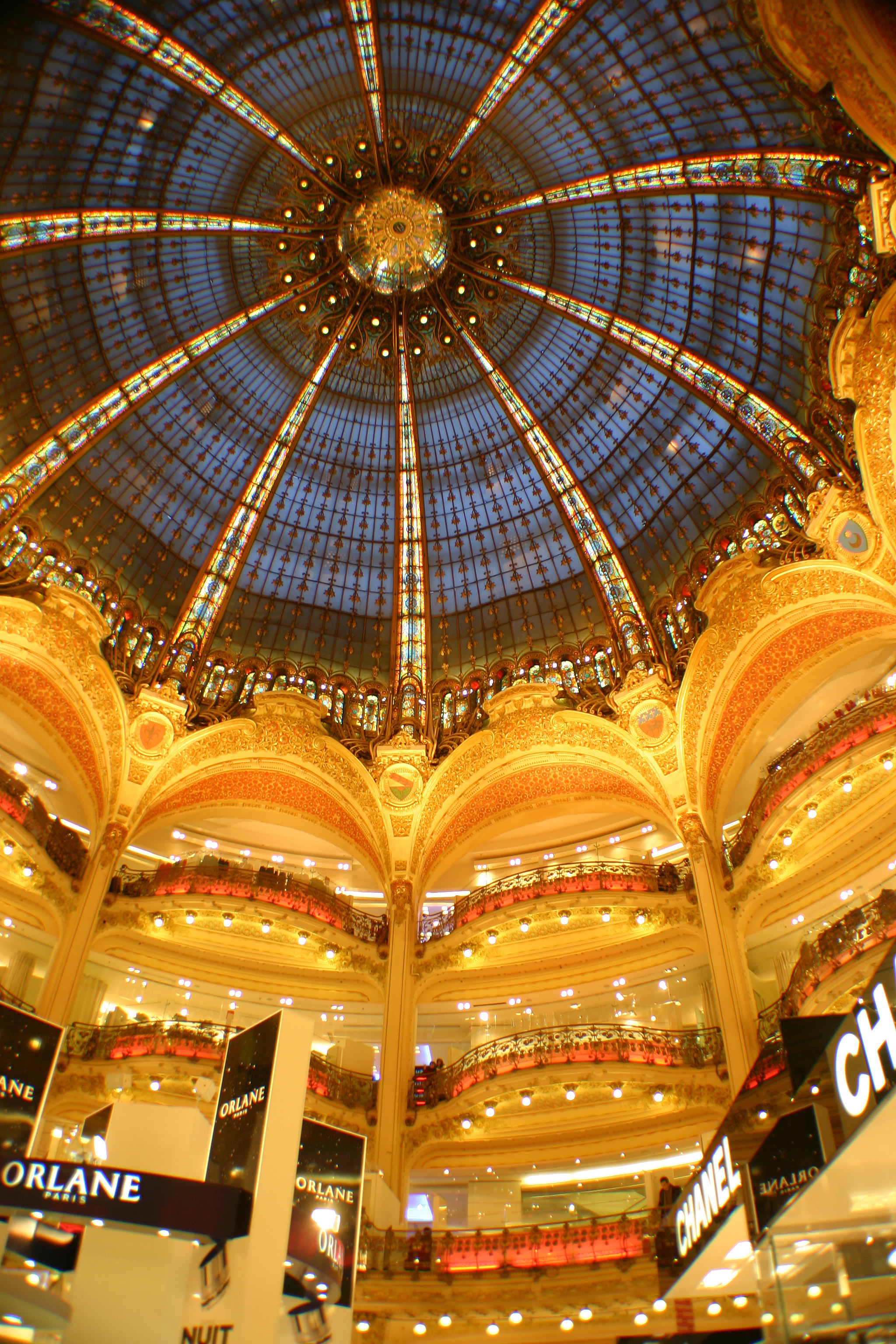